# Orthochtha aurea
Orthochtha aurea är en insektsart som beskrevs av Popov, G.B. och Fishpool 1988. Orthochtha aurea ingår i släktet Orthochtha och familjen gräshoppor. Inga underarter finns listade i Catalogue of Life.